# Верхние Синевцы
Ве́рхние Синевцы́ (укр. Верхні Синівці) — село в Тереблеченской сельской общине Черновицкого района Черновицкой области Украины.
До 2020 года входило в Глыбокский район
Население по переписи 2001 года составляло 479 человек. Почтовый индекс — 60447. Телефонный код — 3734. Код КОАТУУ — 7321085701.